# Nejiko Suwa
Nejiko Suwa (en japonés: 諏訪根自子) (23 de enero de 1920 - 6 de marzo de 2012) fue una violinista japonesa que primero saltó a la fama como niña prodigio durante el período de entreguerras, y fue más activa antes de la década de 1960. Hoy es más conocida por haber recibido lo que Joseph Goebbels afirmó que era un Stradivarius el 22 de febrero de 1943 y la controversia en torno al regalo.

## Biografía

### Primeros años
Suwa nació como Nejiko Oga en Tokio en 1920 y fue reconocida como una prodigio del violín a la edad de 10 años. Su primer maestro fue Nakajima Tazuruko, pero pronto progresó lo suficientemente rápido como para estudiar con su maestra, la violinista rusa Anna Bubnova-Ono. Suwa fue presentada a Efrem Zimbalist durante su segunda gira asiática en 1930. Su performance de la obra de Mendelssohn: Concierto para violín en mi menor le impresionó lo suficiente para que la reunión saliera en los titulares noticieros. Le recomendó que estudiara en el extranjero y le ofreció su ayuda. Si bien no aceptó esta oferta y continuó permaneciendo en Japón durante seis años más, decidió estudiar con otro violinista ruso, Alexander Mogilevsky.

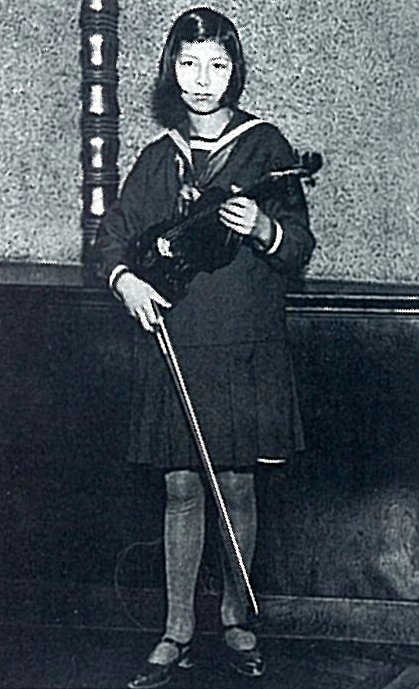
Nejiko Suwa en 1932.

### Europa y tiempos de guerra

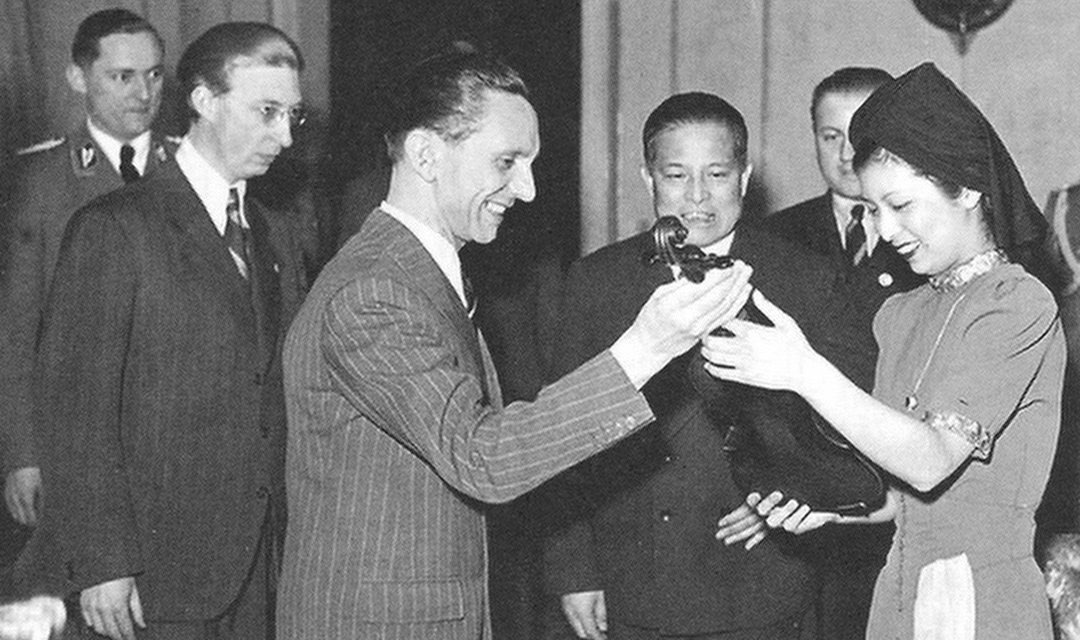
El ministro de propaganda del Reich, Joseph Goebbels, presentando un violín, dijo ser un Stradivarius, a Nejiko Suwa el 22 de febrero de 1943.

Tras mudarse a Bruselas en 1936 para continuar sus estudios con Mogilevsky, se mudó una vez más a París, en 1938, para estudiar con Boris Kamensky. Ella dio su debut europeo en la Salle de Chopin allí el 15 de mayo de 1939. Aunque estalló la Segunda Guerra Mundial varios meses después, Suwa continuó quedándose en París para continuar sus estudios incluso después de que Alemania ocupara París. La Alemania nazi y el Japón imperial, en este momento, estaban unidos por el Pacto Tripartito, y esta alianza militar permitió que floreciera la carrera de Suwa: se le permitió dar conciertos a las tropas alemanas heridas para fortalecer la alianza. Yusuke Fukada escribió un libro sobre la primera parte de su vida en Europa que se convirtió en una película televisiva para TV Asahi en 1985 en la que la violinista japonesa Mariko Komuro interpretó el papel de la joven Suwa.
En reconocimiento a sus servicios a las tropas alemanas y su "excelente técnica y una brillante exhibición de arte" en el instrumento, Goebbels le regaló un violín el 22 de febrero de 1943. El regalo debía ser de un Stradivarius, y el propio Goebbels notó en su diario que estaba "ofreciendo a la violinista japonesa un violín Stradivarius". En una entrevista con un periódico japonés, Suwa también parecía creer que el violín era un Stradivarius. 
Suwa fue solista en un concierto dado por la Filarmónica de Berlín con Hans Knappertsbusch en octubre de 1943 y actuó con gran éxito. También continuó viajando entre ciudades alemanas dando conciertos, pero finalmente se vio obligada a huir de París en agosto de 1944 cuando los Aliados se acercaron a la ciudad. Se unió al séquito del embajador japonés Ōshima en la embajada japonesa en Berlín en abril de 1945 antes de mudarse con ellos a Bad Gastein cuando la guerra en Europa terminó en mayo. Fue capturada en los Alpes austríacos con toda la misión diplomática japonesa a Alemania por el 7.º Ejército de los Estados Unidos en mayo de 1945. Ella y otros ciudadanos japoneses fueron colocados a bordo del transatlántico Santa Rosa, en Le Havre, Francia, con destino a Nueva York. Fueron enviados brevemente a Pensilvania en agosto para ser detenidos en el Hotel Bedford Springs en el corazón de los montes de Allegheny antes de ser liberados en noviembre y enviados de regreso a Japón.

### Posguerra
Después de la guerra, apareció en un concierto benéfico en el Hollywood Bowl como la "primera estrella musical japonesa en pisar suelo estadounidense desde la firma del tratado de paz". También dio numerosos conciertos en Japón, incluido uno para criminales de guerra en la  prisión de Sugamo en 1952. Después de sus años de prominencia pública habían terminado, ella lanzó las grabaciones de Bach: Sonatas y Partitas y las sonatas de Beethoven: Kreutzer y Primavera.
Suwa murió el 6 de marzo de 2012 a la edad de 92 años en su casa en Tokio.

## Controversia del violín
La controversia ha surgido de la posibilidad de que se le haya presentado un verdadero Stradivarius. Se alega que podría haber sido uno de los muchos violines robados o confiscados a los judíos durante la guerra. Los violines Stradivarius que pertenecen al coleccionista de arte vienés Oskar Bondy y la hijastra judía de Johann Strauss II están desaparecidos, y se sabía que Goebbels y su ministerio estaban preocupados por comprar violines de calidad para músicos alemanes. Los registros militares también confirman que se encontró un Guadagnini de 1765 en un violinista alemán que dijo que era un préstamo de Goebbels.
Sin embargo, la procedencia del instrumento sigue siendo incierta. El sobrino de Suwa, el dueño del violín, se negó a hablar sobre el violín y autenticarlo.